# Popillia hassoni
Popillia hassoni är en skalbaggsart som beskrevs av Limbourg 2006. Popillia hassoni ingår i släktet Popillia och familjen Rutelidae. Inga underarter finns listade i Catalogue of Life.